# Таврическое (Днепропетровская область)
Таврическое (укр. Таврійське) — село,
Кировский сельский совет,
Никопольский район,
Днепропетровская область,
Украина.
Код КОАТУУ — 1222982207. Население по переписи 2001 года составляло 269 человек.

## Географическое положение
Село Таврическое находится на берегу реки Соленая,
выше по течению на расстоянии в 0,5 км расположено село Чистополь, ниже по течению на расстоянии в 1,5 км расположено село Марьевка.
Через село проходит автомобильная дорога Т-0432.

## История
Село Ленинское (бывшая еврейская земледельческая колония Лениндорф) было включено в черту села Таврическое.